# Recess
Recess (conocida como La banda del patio en España y como Recreo en Hispanoamérica) es una serie animada producida por Walt Disney Television Animation, creada por Joe Ansolabehere y Paul Germain.
El título de la serie se refiere al recreo (traducido al español) durante el horario diario, en la tradición educativa, cuando los estudiantes no están en clase y están afuera, en el patio de la escuela. Durante el recreo, los estudiantes forman su propia sociedad, con su propio gobierno y una estructura de clases, en el contexto de una escuela tradicional.
Recess se estrenó el 13 de septiembre de 1997 en ABC, como parte del bloque One Saturday Morning de Disney (posteriormente conocido como ABC Kids). La serie finalizó el 5 de noviembre de 2001, con 65 episodios de media hora y seis temporadas en total. El éxito y la duradera popularidad de la serie la llevaron a ser sindicada a numerosos canales, incluyendo los canales hermanos de ABC, Disney Channel y Toon Disney (que posteriormente se convertiría en Disney XD).

## Argumento
Recess retrata las vidas de seis estudiantes de cuarto grado: el descarado y popular pícaro adorable «TJ», el deportista Vince, la marimacho Spinelli, el sabio tonto Mikey, la niña prodigio nerd Gretchen y el nuevo chico torpe Gus, mientras viven sus vidas diarias en un entorno escolar en la escuela primaria Third Street. Un punto satírico importante del programa es que la comunidad de estudiantes en la escuela es un microcosmos de la sociedad humana tradicional con su propio gobierno, sistema de clases y conjunto de leyes no escritas. Son gobernados por un monarca, un estudiante de sexto grado llamado King Bob, que tiene varios ejecutores para asegurarse de que sus decretos se lleven a cabo. La sociedad tiene una larga lista de valores rígidos y normas sociales que imponen altas expectativas de conformidad a todos los estudiantes.
La mayoría de los episodios presentan a uno o más de los seis personajes principales buscando un equilibrio racional entre la individualidad y el orden social. A menudo defienden su libertad ante amenazas percibidas por los adultos, la administración escolar o las normas sociales.

## Personajes
- «T.J.»: el líder de la pandilla de seis y protagonista principal, al ser el mayor impulsor de las situaciones en las que los demás estudiantes se ven envueltos.
- «Vince»: el deportista de la pandilla de seis.
- Spinelli: la chica tomboy de la pandilla de seis, cuya actitud rebelde la hace ser la más propensa a romper con las normas sociales.
- Gretchen: la inteligente de la pandilla de seis, que a veces es la que da apoyo emocional a sus amigos.
- «Mikey»: el grandulón de la pandilla de seis, pero que se muestra como el más pacífico de ellos.
- «Gus»: el chico nuevo de la pandilla y el grupo de seis, también el de menor estatura y con educación militar.
- Randall: el estudiante más odiado de la escuela y el preferido de la profesora Muriel.
- Earwin: estudiante de quinto grado y un aliado de T.J. en diversas situaciones.
- Rey Bob: estudiante de sexto grado, proclamado como el «Rey del Recreo».
- Merlo: el estudiante organizado de la escuela, encargado de archivar y organizar los documentos en la dirección.
- Gelman: uno de los matones de la escuela, que rivaliza con Gus.
- Chica del Columpio: como su nombre lo indica, es una chica que suele estar en los columpios del patio.
- Chica Revés: una chica que se le ve de cabeza en las barras de juegos.
- Theresa: una chica que es conocida como la «niña de las papas fritas» debido a que se le ve con papas fritas de maíz.
- Las Ashleys: un cuarteto de chicas adineradas conformado por Armbruster, Quinlan, Boulet y Tomassian.
- Niños Excavadores: un dúo de chicos llamados Dave y Sam que, como el nombre indica, suelen excavar en alrededores del patio.
- Dir. Prickly: el director de la escuela, de personalidad cascarrabias y gruñona.
- Profa. Muriel Finster: la estricta profesora que se encarga de mantener el orden en el comedor y en el recreo.
- Srita. Grotke: la suave profesora de cuarto grado.

## Episodios
| Temporada | Temporada | Episodios | Emisión original         | Emisión original       |
| Temporada | Temporada | Episodios | Comienzo                 | Final                  |
| --------- | --------- | --------- | ------------------------ | ---------------------- |
|           | 1         | 13        | 13 de septiembre de 1997 | 17 de enero de 1998    |
|           | 2         | 13        | 12 de septiembre de 1998 | 27 de febrero de 1999  |
|           | 3         | 8         | 11 de septiembre de 1999 | 22 de enero de 2000    |
|           | 4         | 13        | 12 de septiembre de 1999 | 17 de julio de 2000    |
|           | 5         | 5         | 9 de septiembre de 2000  | 6 de enero de 2001     |
|           | 6         | 3         | 31 de octubre de 2001    | 5 de noviembre de 2001 |

## Películas

### Recess: School's Out
Ya han llegado las vacaciones en la Calle 3ª y T.J. tiene un montón de planes para este verano.
Pero, lamentablemente, todos los de la banda se marchan esas vacaciones por separado y T.J. se queda solo. De repente, descubre una conspiración para eliminar las vacaciones de verano, este plan lo máquina el Dr. Benedict, el antiguo director. Cuando era director trató de eliminar el recreo, pero ahora planea utilizar un rayo tractor para atraer la Luna y modificar el clima y hacer que el invierno dure para siempre. T.J. decide pedir ayuda a sus amigos mientras están de vacaciones.

### Recess: All Growed Down
Todo empieza cuando la pandilla se dirige al parque infantil, una vez allí, los párvulos los secuestran. Mientras intentan convencerlas de que los liberen, la pandilla empieza a recordar cómo se conocieron, cuándo llegaron por primera vez a la escuela de la calle tercera y otras anécdotas interesantes.

### Recess: Taking the Fifth Grade
Acabadas las vacaciones de verano, la banda tiene que volver a la escuela, en 5º curso. Pero este año muchas cosas van a cambiar, no habrá ni patio de juegos, ni pizza ni taquillas. Y lo peor de todo, su tutora es la señorita Finster. Pero T.J. y su banda no permitirán dejar de disfrutar del nuevo curso.

## Posible Reboot
En 2022, Joe Ansolabehere reveló que él y Paul Germain habían estado trabajando en un posible renacimiento y dijo: «Se nos ocurrieron varios ángulos diferentes y probamos cosas diferentes. Han pasado cuatro años que hemos estado trabajando en eso»". , pero ese es un ejemplo de cómo han cambiado las cosas... las cosas son más lentas.